# Bath
Bath je mesto v grofiji Somerset v jugozahodnem delu Anglije Leži 156 km zahodno od Londona in 21 km jugovzhodno od Bristola. Mesto je imelo ob štetju leta 2021 94.092 prebivalcev.
Mestne pravice je mesto dobilo leta 1590 od kraljice Elizabete I. in postalo mestno okrožje leta 1889, zaradi česar je bilo upravno neodvisno od svoje grofije. Mesto je postalo del grofije Avon, ko so to grofijo ustanovili leta 1974. Leta 1996 je ta grofija prenehala obstajati.
Mesto je bilo ustanovljeno kot rimsko kopališko središče z latinskim imenom Aquae Sulis leta 43 pr. n. št. čeprav je verjetno obstajalo že prej. Rimljani so zgradili rimske terme in tempelj na gričih Batha v dolini reke Avon ob toplih vrelcih, ki so edini naravni topli vrelci v Združenem kraljestvu.
Kralj Edgar Miroljubni je bil kronan za kralja Anglije v samostanu v mestu Bath leta 973. Mesto je postalo priljubljeno termalno središče v gregorijanskem času. To je vodilo do velikega števila stavb, zgrajenih v gregorijanski arhitekturi, izdelanih iz kamna iz okoliških kamnolomov. 
Mesto Bath je bilo leta 1987 vpisano na Unescov seznam svetovne dediščine in ponovno leta 2021 v skupini z več drugimi mesti pod naslovom Great Spa Towns of Europe. Ima številna gledališča, muzeje ter druge kulturne in športne objekte, zaradi česar je pomembno turistično središče. Vsako leto v njem prespi milijon turistov, mesto pa obišče celo 3,8 milijona turistov na leto. Mesto ima dve univerzi in več šol.

## Zgodovina

### Železna doba in Rimljani
Griči v kraju Spodnji Bathampton so bili poseljeni že v mezolitiku. Več okroglih gomil iz bronaste dobe je odkril John Skinner v 18. stoletju. Bathampton Camp pa je bil v železni dobi hrib trdnjava ali ograjeno naselje. Za to dolgo gomilo so verjeli, da ljudstvu Beaker. 
Arheološki dokazi kažejo, da je bilo mesto glavnega izvira rimskih term verjetno keltsko svetišče posvečeno boginji Sulis (ki so ji Rimljani rekli Minerva). Ime Sulis so še naprej uporabljali tudi po rimski invaziji, saj se pojavlja v imenu rimskega mesta, Aquae Sulis (dobesedno, 'je voda Sulis'). Ob izviru so arheologi našli gravirane kovinske plošče z napisi v latinščini.
Tempelj je bil zgrajen med letoma 60 - 70, kopališki kompleks pa v naslednjih 300 letih. Temelji so bili hrastovi piloti zabiti v blato, da bi zagotovili trdnost in obdani z nepravilnimi kamnitimi komorami, obloženimi s svincem. V 2. stoletju je bil izvir pokrit z leseno obokano strukturo, kjer so bili različni prostori imenovani caldarium (vroča kopel), tepidarium (topla kopel) in frigidarium (hladna kopel). Mesto je bilo kasneje, verjetno v 3. stoletju, obdano z obzidjem. Po propadu rimskega imperija v prvem desetletju 5. stoletja, je kopališče začelo propadati in na koncu izginilo zaradi zamuljevanja. 
V marcu 2012 so našli 30.000 srebrnih rimskih novcev, eno največjih arheoloških odkritij v Veliki Britaniji. Kovanci menijo, da datirajo iz 3. stoletja, našli so jih približno 450 metrov od rimskih term.

### Postrimski čas in srednji vek
Bath bi lahko bilo prizorišče bitke pri Mons Badonicus (ok. leta 500), v kateri naj bi kralj Arthur premagal Anglosase. Mestni je padla pod Zahodne Sase leta 577 po bitki pri Deorhamu, Anglosaška pesem The Ruin opisuje videz rimskega naselja v tem času.  Samostan je bil ustanovljen zelo zgodaj - bojda ga je ustanovil Sv. David, bolj verjetno pa v letu 675 Osric, kralj Hwicce. Nennius, zgodovinar 9. stoletja, omenja Hot Lake v deželi Hwicce ob reki Severn in dodaja, "je obdan z obzidjem, narejen iz opeke in kamna, moški lahko tja na kopanje v vsakem trenutku in vsak človek ima lahko vrsto kopeli, ki mu je všeč. Če hoče, ima hladno kopel in če želi vročo kopel". Angleški menih Bede opisuje vroče kopeli v geografskem uvodu k cerkveni zgodovini v smislu zelo podobne tistim iz Nenniusa. [25] Kralj Offa iz Mercie je pridobili nadzor nad samostanom leta 781 in obnovil cerkev, ki je bila posvečena sv. Petru.
V 9. stoletju je bila stara rimska cesta izgubljena in Bath je postal kraljeva posest. Kralj Alfred Veliki je uredil mesto na novo tako, da svoj jugovzhodni kvadrant namenil območju opatije. V Burghal Hidage Bath je opisano, kot da ima obzidje dolgo 1257 m in 1000 moških za obrambo. V času vladavine Edvarda I. starejšega so kovali kovance na osnovi zasnove iz Winchestra, ampak z napisom BAD, kar se je nanašalo na ime anglosaškega mesta, Baðum, Badan ali Baðon, kar pomeni 'na kopališčih', kar naj bi bilo starejše ime. Edgar Miroljubni je bil okronan za kralja Anglije v opatiji Bath leta 973 na slovesnosti, ki je bila osnova vseh prihodnjih angleških kronanj.
William Rufus dodeli mestu kraljevega zdravnika Johna Toursa, ki je postal škof Wellsa in opat v Bathu, po uporu 1088. Škofija je bila prenesena iz Wellsa v Bath. Graditi je začel veliko večjo cerkev kot svojo stolnico, ki ji je bil priložen samostan, s škofovsko palačo. Nove kopeli so bile zgrajene okoli treh izvirov. Kasnejši škofje so vrnili škofijski sedež v Wells, medtem ko ohranili ime Bath v naslovu, škof iz Batha in Wellsa. Škof Reginald Fitz Jocelin je leta 1180 ustanovil bolnišnico St John in je med najstarejšimi varovanimi stanovanji v Angliji. Bolnišnica v kopališču je bila zgrajena ob vročih vrelcih v Cross Bath, ki imajo lastnosti da pomagajo slabim in onemoglim.
Upravno je mesto sodilo v hundred (nekdanja upravna enota - podobno kot grofija). Bath Hundred je imel različna imena, tudi Hundred Le Buri. Bath Foreign Hundred ali Forinsecum je pokrival območje izven mesta in se je kasneje združil v Bath Foruma Hundred. Premožni trgovci ni imeli statusa v njem in so oblikovali cehe, da bi pridobili vpliv. Zgradili so prvo Guildhall (cehovska dvorana, predhodnica mestne hiše), verjetno v 13. stoletju. Okoli leta 1200 je bil imenovan prvi župan.

### Zgodnja moderna doba
Do 15. stoletja, je bila samostanska cerkev v Bathu v razpadajočem stanju in Oliver King, škof Batha in Wellsa se je leta 1500 odločil, da jo bo obnovil v manjšem obsegu. Nova cerkev je bila dokončana šele nekaj let pred tem, ko je leta 1539 Henrik VIII. razpustil samostan. Opatijska cerkev je bila zapuščena. Ponovno je bila vzpostavljena kot župnijska cerkev v elizabetinski dobi, ko je mesto doživelo preporod kot zdravilišče. Izboljšano kopališče in mesto je začelo privabljati aristokracijo. Kraljica Elizabeta I. Angleška je leta 1590 Bathu dodelila status mesta. James Montagu, škof Batha in Wellsa iz leta 1608, je porabil znatne vsote za obnovo opatije Bath in aktivno podpiral kopališča sama, zavedajoč se, da »mesto živi v celoti od njih«. Leta 1613 je mesto obiskala kraljica Anne, morda na njegovo naročilo, da bi zajela vode: po njej so poimenovali Kraljičino kopel. Iztočnica za obisk je morda bilo dokončanje obnovitvenih del opatije Bath, katerega zadnji obrok je bil plačan pred dvema letoma.[47] Anne Danska je prišla v Bath leta 1613 in 1615.[48]
V angleški državljanski vojni je bil mestu nastanjen Karel I. Angleški. Kljub zgrajenim utrdbam se je mesto predalo parlamentarnim silam. Thomas Guidott, študent kemije in medicine na Wadham College, Oxford, je leta 1668 odprl prakso. Zanimal se je zdravilne lastnosti vode in v letu 1676 napisal navodila za kopanje v vroči vodi (A discourse of Bathe, and the hot waters there. Also, Some Enquiries into the Nature of the water). Državo je opozorila na zdravilne lastnosti vročih mineralnih voda in aristokracija je prispela, da bi jih uživala.
V dobi Stuartov se je mesto razvilo. V času vladanja Jurijev (1714–1830 (1837) je bilo zgrajenih več stavb kot odgovor na vse večje število obiskovalcev, ki so potrebovali nastanitev. Arhitekta John Wood starejši in njegov sin sta urejala nove ulice in trge, skrbela za identične fasade, ki so dajale vtis palač in imele klasični izgled. Veliko kremastega kamna Bath Stone je bilo uporabljenega za gradnjo v mestu in pridobljeno iz kamnolomov apnenca v Combe Down in Bathampton Down, v lasti Ralpha Allena (1694-1764). Allen je naročil starejšemu Johnu Woodu gradnjo podeželske hišo na njegovem Prior Park, zapuščenem med mestom in kamnolomom. Allen je bil odgovoren za izboljšanje in razširitev poštnih storitev v zahodni Angliji, za kar je imel pogodbo za več kot štirideset let. Čeprav ni maral politike, je bil Allen svobodomiseln človek in več let član Bath Corporation. Leta 1742 je bil zvoljen za župana za en mandat. 
V začetku 18. stoletja je Bath dobil prvo gledališče prvo, Old Orchard Street Theatre. Bilo je obnovljeno kot Kraljevo gledališče, skupaj z Grand Pump Room, ki se je držala rimskih toplic in prostore za seje. Mojster ceremonije Beau Nash, ki je predsedoval mestnemu družabnemu življenju od leta 1705 do svoje smrti leta 1761, je pripravil kodeks obnašanja na javnih prireditvah.

### 19. stoletje do danes
Prebivalcev mesta je bilo po popisu leta 1801 40.020, kar je predstavljalo enega od največjih mest v Veliki Britaniji. William Thomas Beckford (romanopisec, velik zbiralec umetnin in pokrovitelj del dekorativne umetnosti, kritik, potopisec in bivši politik) je kupil hišo v sklopu Lansdown Crescent leta 1822, nato pa še dve sosednji hiši, da bi oblikoval svoje stalno prebivališče. Potem ko je pridobil vsa zemljišča med domom in vrhom Lansdown Hill, je ustvaril vrt velik več kot pol milje v dolžino in zgradil na vrhu stolp Beckford Tower.
Etiopski cesar Haile Selassie I. je, med letoma 1936-1940, preživel štiri leta v izgnanstvu v Fairfield House v Bathu. Med drugo svetovno vojno, v večernih urah 25. aprila in v zgodnjih jutranjih urah dne 27. aprila 1942 je Bath utrpel tri letalske napade kot povračilni ukrep za RAF-ove napade na nemška mesta Lübeck in Rostock, del kampanje Luftwaffe popularno znane kot Baedeker Blitz. Med času napadov na Bath Blitz je bilo več kot 400 ljudi ubitih, več kot 19.000 stavb poškodovanih ali uničenih. Hiše v Royal Crescent, Circus in Paragon so pogorele skupaj z dvorano Spodnjega doma. 500 kilogramov težka eksplozivna bomba je pristala na vzhodni strani Queen Square, zaradi česar so bile poškodovane hiše na južni strani, Francis Hotel je izgubil 24 metrov svojega pročelja. Sstavbe so bile vse obnovljene, a se še vedno vidijo znaki bombardiranja. 
Povojni pregled neprimernih stanovanj je imel za posledico sanacijo območja mesta v povojnem slogu, pogosto v nasprotju z lokalnim slogom iz časa Jurijev. Leta 1950 so bile bližnje vasi Combe Down, Twerton in Weston vključene v mesto, da se omogoči razvoj stanovanj, od tega veliko stanovanj za svetnike. V 1970-tih in 1980-tih so ugotovili, da je ohranjanje zgodovinskih stavb neustrezno, kar je vodilo k večji skrbi in ponovni uporabi objektov in odprtih prostorov. Leta 1987 je bilo mesto vpisano na Unescov seznam svetovne kulturne dediščine, ki mu priznava mednarodni kulturni pomen.
Od leta 2000 se razvija novo zdravilišče Bath Spa, South Gate in projekt Bath Western Riverside. Leta 2021 je Bath postal del druge Unescove svetovne dediščine, skupine zdraviliških mest po vsej Evropi, znanih kot »Velika zdravilišča Evrope« (Great Spas of Europe).

## Geografija
Bath je v dolini reke Avon na južnem robu Cotswolds, z vrsto apnenca v hribih je določeno kot območje izjemne naravne lepote. Hribi, ki ga obdajajo in tvorijo mesto, dosežejo višino 238 metrov na planoti Lansdown. Bath ima površino 28 kvadratnih kilometrov.ref>»Published Contaminated Land Inspection of the area surrounding Bath«. Bath and North East Somerset Council. Pridobljeno 25. januarja 2011.</ref>
Poplavni Avon, na katerem je zgrajen center mesta leži na nadmorski višini približno 18 m. Reka, prej z nizom prepletenih tokov razbitih na močvirja in ribnike, je regulirana z jezovi v en kanal. Periodične poplave, ki krajšajo življenje mnogih stavb v najnižjem delu mesta, so bile normalne vse do zaključka del leta 1970. 
Voda prihaja na dan kot geotermalni vrelci in pada kot dež na Mendip Hills. Ta pronica skozi apnenec vodonosnikov na globini med okoli 2.743 do 4.267 m, kjer geotermalna energija dvigne svojo temperaturo med 64 in 96 °C. Pod pritiskom se segreta voda vzpenja na površino vzdolž razpok v apnencu. 1.170.000 litrov tople vode pri temperaturi 46 °C se dviga v višino dnevno, iz geološke prelomnice Pennyquick. Leta 1983 je bila narejena nova vrtina, ki zagotavlja čisto in varno oskrbo s pitno vodo. V Veliki Britaniji so trije izviri termalne vode.]].
Bath ima zmerno podnebje, ki je na splošno bolj mokro in blažje kot drugod po državi. Letna povprečna temperatura je okoli 10 ° C. V poletnih mesecih v juliju in avgustu je najtopleje s povprečnim dnevnim maksimumov približno 21 °C. Največ padavin je v jeseni in pozimi, ki jih povzroča atlantska depresija. Povprečna količina padavin je okoli 700 mm.

## Turizem
Ena glavnih industrij v Bathu je turizem, z več kot milijon prenočitvami in 3,8 milijona dnevnih obiskovalcev mesta na leto. Obiski v glavnem spadajo v kategorijo ogledov dediščine in kulturnega turizma. V mestu so zastopani vsi pomembni mejniki v zgodovini Anglije, od rimskih term (vključno z njihovo predstavitvijo obdobja Keltov), do opatije Bath in stavbe Royal Crescent, do novih term Thermae Bath Spa iz leta 2000. Velikost turistične industrije se odraža v skoraj 300 krajih nastanitve - vključno z več kot 80 hoteli, več kot 180 prenočišč tipa bed and breakfast - mnogi se nahajajo v stavbah iz časa Jurijev. Zgodovina mesta je prikazana v stavbi Bath Collection, ki se nahaja v stavbi, ki je bila zgrajena leta 1765 kot cerkev Trinity Presbyterian, znana tudi kot kapela grofice Huntingtonove, ko je živela v hiši zraven med letoma 1707-1791. Dva od hotelov imata pet zvezdic. Obstajata tudi dva kampa, ki se nahajata na zahodnem robu mesta. V mestu je tudi okoli 100 restavracij in podobno število gostiln in barov.

## Znamenitosti
V mestu so zastopane vse pomembne faze angleške zgodovine, od rimskih term (tudi starejšo keltsko prisotnost), preko srednjeveške opatije Bath in Kraljevi polmesec (Royal Crescent) iz 18. stol., do term Bath Spa iz leta 2000. 
Rimski arheološki ostanki so 6 m pod nivojem današnjega mesta. V okolici izvira toplic so ostanki rimskih term, do vrha stebrov, ostalo nad tem je kasnejša nadgradnja.
Opatija Bath je normanska cerkev zgrajena na starejših temeljih in obnovljena v angleškem gotskem slogu v 16. stoletju s pahljačastim obokom.
Bath je postal vodilni center mondenega življenja v Angliji v 18. stoletju. Takrat je bilo zgrajeno Kraljevo gledališče, kot tudi glavni arhitekturni objekti, kot so Lansdownov polmesec, Kraljevi polmesec (Royal Crescent), Circus in Pulteneyev most. Večina zgradb je iz posebnega modrega Bath kamna in v paladijskem slogu neoklasicizma.
- Circus (latinsko) - Krog, (1754 – 1768) je stanovanjski kompleks v obliki treh lukov, ki zapirajo krog. Arhitekt John Wood je dobil idejo v rimskem Koloseju, kar se vidi iz njegovih dekoracij.
- Kraljevi polmesec (1767 – 1774), arhitekta Johna Wooda ml., je spoj 30 stanovanjskih zgradb v obliki polprstana s popolnoma simetrično fasado okrašeno z jonskimi stebri.
- Pulteneyev most (okoli 1770) je zgradil Robert Adam po vzoru na most Rialto v Benetkah s številnimi trgovinami.
- Ostale znamenite stavbe iz te dobe so še: Pump Room in Guildhall (Thomas Baldwin).

- Opatija Bath
- Kraljevo gledališče
- Pulteneyev most
- Univerzna Bath
- Kraljevi polmesec

Od leta 2006 je, z otvoritvijo term Bath Spa, mesto poskušalo izkoristiti svoj zgodovinski položaj kot edino mesto v Veliki Britaniji, ki nudi obiskovalcem možnost, da se okopajo v naravno ogreti izvirski vodi.

## Prijateljska mesta
Bath je pobraten z naslednjimi mesti:
- Aix-en-Provence, Francija
- Alkmaar, Nizozemska
- Braunschweig, Nemčija
- Kaposvár, Madžarska

Obstaja tudi zgodovinska povezava z Manlyjem v Novem Južnem Walesu v Avstraliji, ki se imenuje pobrateno mesto, in obstaja dogovor o partnerstvu z Beppujem v prefekturi Ōita na Japonskem.